# Будучност (баскетбольный клуб)
«Буду́чност» (черног. Budućnost / Будућност) — черногорский баскетбольный клуб из города Подгорица.

## История
Клуб был образован в 1949 году, до распада Югославии. Команда из Подгорицы не могла похвастаться результатами, постоянно болтаясь между Высшей и Первой лигами. После распада СФРЮ Будучност стала одним из грандов чемпионата Сербии и Черногории, трижды взяв чемпионский титул. В 2006 году Черногория отделилась от Сербии, после чего стартовал отдельный чемпионат Черногории, в котором и выступает «Будучность».
15 июня 2025 года стало известно, что «Будучность» получит 1 500 000 евро от правительства Черногории на развитие.

## Титулы
- Чемпион Черногории: 2007, 2008, 2009, 2010, 2011, 2012, 2013, 2014, 2015, 2016, 2017, 2019, 2021
- Чемпион Сербии и Черногории: 1999, 2000, 2001
- Кубок Сербии и Черногории: 1996, 1998, 2001
- Кубок Черногории: 2007, 2008, 2009, 2010, 2011, 2012, 2014, 2015, 2016, 2017, 2018, 2019, 2020, 2021
- Чемпион Адриатической Лиги: 2018

## Сезоны
| Сезон   | Лига | Уровень | Рег. чемп. | Плей-офф | Регион       | Еврокубки               |
| ------- | ---- | ------- | ---------- | -------- | ------------ | ----------------------- |
| 2012-13 | 1А   | 1       | 1          | Чемпион  | 5-е место АЛ | Четвертьфинал Еврокубка |
| 2013-14 | 1А   | 1       | 1          | Чемпион  | 5-е место АЛ | Гр.этап Еврокубка       |
| 2014-15 | 1А   | 1       | 1          | Чемпион  | Полуфинал АЛ | Ласт 32 Еврокубка       |
| 2015-16 | 1А   | 1       | -          | -        | Полуфинал АЛ | Гр. этап Еврокубка      |

## Известные игроки
- Игорь Ракочевич — (2000—2002)
- Деян Томашевич — (1999—2001)
- Душко Обрадович — (1980—1987)
- Владо Степанович — (1993—2000)
- Саша Павлович — (2000—2003)
- Иван Паунич — (2014—2015)
- Алекс Марич — (2015—2016)